# Prélude à l'invasion de l'Ukraine par la Russie
Ne doit pas être confondu avec l'Euromaïdan, le prélude à la phase initiale de la guerre russo-ukrainienne de 2013 à 2014.
Pour un article plus général, voir guerre russo-ukrainienne.
Guerre russo-ukrainienne
Le prélude à l'invasion de l'Ukraine par la Russie est une série d'incidents qui avivent les craintes d'une invasion de l'Ukraine par la Russie dans le cadre de la guerre russo-ukrainienne débutée en 2014. En mars et avril 2021, avant l'invasion de l'Ukraine par la Russie en 2022, les forces armées russes ont commencé à rassembler des milliers de soldats et du matériel militaire près de la frontière avec l'Ukraine et en Crimée, représentant la plus grande mobilisation depuis l'annexion illégale de la Crimée en 2014,. Cela a provoqué une crise internationale en raison des inquiétudes concernant une éventuelle invasion. Des images satellites ont montré des mouvements de blindés, de missiles et d'armes lourdes vers la frontière,. Les troupes ont été partiellement retirées en juin 2021, bien que l'infrastructure ait été laissée en place. Un second déploiement a commencé en octobre 2021, cette fois avec plus de soldats et des déploiements sur de nouveaux fronts ; en décembre, plus de 100 000 soldats russes étaient massés autour de l'Ukraine sur trois côtés, y compris la Biélorussie au nord et la Crimée au sud. Malgré les renforts militaires russes, les responsables russes ont nié à plusieurs reprises, de novembre 2021 au 20 février 2022, que la Russie avait l'intention d'envahir l'Ukraine,. Les enjeux de cette crise ne sont pas que régionaux puisque la Russie transmet aux États-Unis et à l'Organisation du traité de l'Atlantique nord (OTAN) en décembre 2021 un projet d'accord dans lequel elle demande qu'ils s'engagent à ne pas élargir l'OTAN à l'Ukraine et qu'ils retirent leurs forces militaires des pays issus de l'URSS et du bloc de l'Est européen.
Cette crise est d'une gravité inédite depuis la crise ukrainienne de 2014. Les décideurs occidentaux excluent d'intervenir militairement en Ukraine, mais menacent la Russie de sanctions « rapides et draconiennes » en cas d'invasion de l'Ukraine, allant bien au-delà des sanctions contre la Russie prises à la suite de la crise de 2014. Les échanges diplomatiques se multiplient entre les parties jusqu'au plus haut niveau. Plusieurs échanges ont lieu entre les Présidents Vladimir Poutine et respectivement Joe Biden et Emmanuel Macron notamment. La diplomatie occidentale est confrontée à un dilemme entre le risque d'une escalade militaire aux conséquences désastreuses et celui d'une reculade diplomatique qui discréditerait l'OTAN et donnerait lieu à une perte de confiance de ses membres européens.
La Russie nie à de multiples reprises avoir l'intention d'envahir l'Ukraine. Mais prétextant un danger pour la Russie et dans le cadre d'une montée des tensions avec l'OTAN, Poutine reconnait l'indépendance des entités séparatistes. Le 21 février 2022, les Forces armées de la fédération de Russie envahissent l'est de l'Ukraine contrôlé par ces mêmes séparatistes,. Le 24 février, Poutine annonce une « opération militaire spéciale » en Ukraine,. Cette annonce est suivie le même jour d'un bombardement des principales villes de l'Ukraine et d'une invasion générale du pays.

## Contexte
Les relations entre Moscou et Kyïv se sont considérablement tendues depuis la révolution ukrainienne de 2014 menant à la destitution du président prorusse Viktor Ianoukovytch. En effet, la Russie utilise l'instabilité de l'Ukraine pour déclencher l'annexion de la Crimée à la Russie à la suite d'un référendum contesté organisé après l'invasion de la péninsule par la Russie. De plus, des séparatistes proclament la création de deux républiques sécessionnistes dans la région russophone du Donbass : les républiques populaires de Donetsk (RPD) et de Lougansk (RPL).
Si le rattachement de la péninsule ukrainienne n'est pas reconnue sur le plan international, la Russie gouverne de facto la région. Cette situation entraîne de nombreux conflits en mer d'Azov, dont le plus emblématique est l'arraisonnement de trois navires ukrainiens par la Russie le 25 novembre 2018 alors qu'ils tentaient de traverser le détroit de Kertch,.
Sur un autre niveau, le conflit à l'est du pays n'a pas cessé depuis 2014 et les accords de Minsk II en 2015. Après l'utilisation du format Normandie entre Paris, Berlin, Kyïv et Moscou en 2019, un cessez-le-feu a été mis en place à partir du 27 juillet 2020.
En réaction, les pays occidentaux ont mis en place de nombreuses sanctions économiques visant les activités de personnalités proches du pouvoir et l'économie russe. Sur le plan diplomatique, la Russie est exclue du Groupe des huit — qui revient à sa forme initiale, le G7,.

### Contexte nucléaire
L'Ukraine, ancienne république soviétique, possédait le troisième plus gros arsenal nucléaire au monde mais retourna de 1994 à 1996 ses 1 900 armes nucléaires stratégiques à la Russie pour qu'elles soient démantelées en application du Mémorandum de Budapest comme la Biélorussie et le Kazakhstan.
Alors que le président de la fédération de Russie Vladimir Poutine, utilisant la doctrine militaire russe d'« escalade pour désamorcer », avait mis en garde pour la première fois lors de la conférence de presse qui a suivi sa rencontre à Moscou avec le président français Emmanuel Macron le lundi 7 février 2022, que les nations qui s'opposeraient à ses opérations militaires risquaient des « conséquences encore jamais connues », phrase interprétée par certains comme une menace d'utilisation de l'arsenal nucléaire de la Russie en cas d'entrave à son offensive en Ukraine, le ministre français des Affaires étrangères, Jean-Yves Le Drian, qualifiant le président russe de « dictateur » lui rappelle que l'alliance Atlantique est aussi une alliance nucléaire,.

## Chronologie

### Tensions de mars-avril 2021

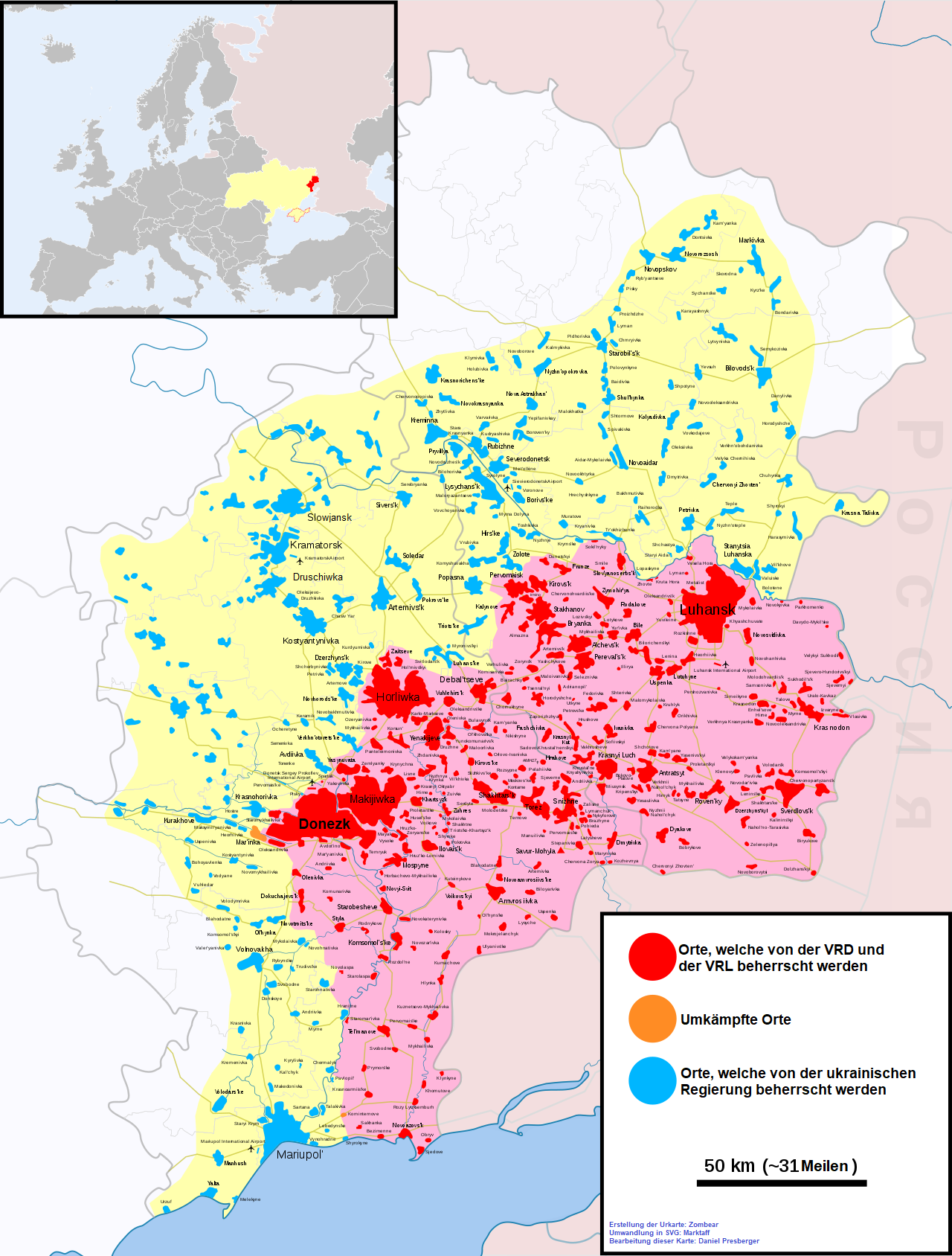
Situation du conflit dans la région du Donbass en 2020. La zone rouge est contrôlée par les séparatistes prorusses.

L'empoisonnement et l'emprisonnement de l'opposant politique Alexeï Navalny a dégradé les relations entre le Kremlin et les capitales européennes. Sur un autre plan, l'année 2021 commence avec l'expulsion de la République tchèque de dix-huit diplomates russes accusés d'espionnage et l'annonce par le G7 que l'annexion de la Crimée ne sera pas reconnue,.
Dans le Donbass, la Mission spéciale d'observation de l'Organisation pour la sécurité et la coopération en Europe (OSCE) a constaté une augmentation de 30 % de la violation du cessez-le-feu entre février et mars 2021 alors que le conflit dans cette région a fait en 7 ans plus de 13 000 morts,. Les nombreux mouvements de troupes russes constatés près de la frontière ukrainienne incitent l'OSCE à demander plus de transparence de la part de Moscou sur ses activités — comme le précise le partenariat entre la Russie et l'organisation défensive européenne. La recrudescence des violations de cessez-le-feu et l'augmentation des victimes au sein de l'armée ukrainienne est principalement le fait de tireurs d'élite côté séparatistes. L'interdiction de journalistes chez ces derniers ne permet pas de connaître leurs situations,.
Dans le même temps, Moscou a distribué plusieurs milliers de passeports russes à la population du Donbass. C'est pourquoi de nombreuses fausses informations ont été relayées par la presse russe sur des attaques ukrainiennes et sur des agressions envers la population russophone en Ukraine comme à Odessa. De son côté, la stratégie du président ukrainien Volodymyr Zelensky est de répondre a minima aux agressions séparatistes. C'est ainsi qu'il a obtenu les conditions du cessez-le-feu qui fut le plus long depuis le début du conflit. Toutefois, le Président Zelensky a demandé en ce début d'année 2021 le soutien de l'Organisation du traité de l'Atlantique nord (OTAN) et de l'Union européenne et une accélération du processus d'intégration de l'Ukraine, à rebours de sa politique depuis le début de son mandat.
Fin avril, Moscou a annoncé le retrait de ses troupes abaissant ainsi les tensions dans la région sans toutefois mettre fin à la crise.

### Échanges diplomatiques
Les mois qui suivent la montée des tensions initiée en février sont marqués par de nombreuses rencontres diplomatiques entre les chefs d'État occidentaux, russes et ukrainiens. La plus emblématique est la rencontre entre le président américain Joe Biden et Poutine à Genève le 16 juin 2021 qui relance les échanges entre les locataires de la Maison Blanche et du Kremlin après des échanges télévisés[Pas dans la source]. Deux jours plus tôt, le Président Zelensky a exprimé de nouveau sa volonté d'intégrer l'association atlantique — malgré l'opposition de certains pays membres dont l'Allemagne — et dit regretter que le président américain rencontre le président russe avant lui. Dans le même temps, Washington a annoncé un soutien supplémentaire de 150 millions de dollars américains à Kyïv et a réitéré, par la voix du secrétaire d'État des États-Unis, Anthony Blinken, son soutien à l'adhésion de l'Ukraine à l'OTAN,. En août 2021, un forum diplomatique, la plateforme de Crimée, est organisé par le Président Zelensky, où une quarantaine de pays condamne l'annexion par la Russie, mais sans prendre de mesures concrètes.
Alors à la fin de son mandat de chancelière allemande, Angela Merkel a multiplié pendant l'été 2021 les visites diplomatiques entre Washington, Kyïv et Moscou pour s'assurer de la mise en place du gazoduc Nord Stream 2 — dont l'un des objectifs est de contourner l'Ukraine, comme dans une autre mesure le projet Turkish Stream, qui ne disposera plus de pressions face à la Russie qui y fait transiter la majorité de son gaz — et pour renouveler le soutien de Berlin à l'Ukraine face à la Russie,. C'est dans ces conditions que l'Ukraine fête le trentenaire de son indépendance.
Début septembre, la Russie et son voisin la Biélorussie organisent, comme tous les quatre ans, un exercice militaire de grande ampleur — Zapad. Plusieurs autres pays y participent comme les pays de l'Asie centrale et l'Inde. Moscou annonce la présence de 13 000 soldats sur le sol biélorusse mais ce chiffre s'élève à 200 000 comme lors de l'édition 2017 côté russe,,.

### Novembre 2021 - février 2022

#### Novembre 2021
Selon les observateurs de l'OSCE, entre le 29 octobre et le 31 octobre, le régime de cessez-le-feu dans la région de Donetsk a été violé 988 fois, et à Louhansk 471 fois soit deux fois plus souvent qu'en 2020[réf. nécessaire]. Les observateurs du MSO de l'OSCE ont signalé le mouvement de matériel militaire des Forces armées ukrainiennes, ainsi que des tentatives répétées d'étouffer le signal de ses drones, qui sont utilisés pour surveiller le terrain. Dans le même temps, des publications sont apparues dans les médias occidentaux selon lesquelles la Russie envoyait à nouveau des troupes à la frontière ukrainienne. Des photos satellites de véhicules blindés russes ont été citées comme preuves.
Les 2 et 3 novembre 2021, le directeur de la Central Intelligence Agency et ancien ambassadeur des États-Unis en Russie, William Burns, est venu à Moscou et y a rencontré de hauts responsables du renseignement russe. Selon CNN, le but du voyage était de faire part au Kremlin de l'inquiétude de Biden à propos de la situation à la frontière ukrainienne. Burns a également demandé la collaboration des autorités russes pour lutter contre des hackers opérant depuis le territoire russe et attaquant des entreprises américaines avec des rançongiciels. Des sources de la chaîne de télévision ont rapporté qu'après le voyage, Burns s'est entretenu par téléphone avec le Président Zelensky afin d'apaiser les tensions entre Moscou et Kyïv. Dans le même but, un haut responsable du département d'État américain a été envoyé en Ukraine le 4 novembre,.
Le 2 novembre, Dmytro Iaroch, l'ancien chef de l'organisation Secteur droit, a été nommé conseiller du commandant en chef des forces armées ukrainiennes Valeri Zaloujny. Le 4, l'ancien vice-Premier ministre Oleksiy Reznikov est nommé ministre de la Défense. Sa nomination s'accompagne d'un communiqué de la présidence ukrainienne affirmant qu'il ne communiquera pas avec les médias sur une durée d'un mois pour se familiariser avec ses fonctions. Ce changement au sein du gouvernement se fait dans un contexte politique confus.
En novembre 2021, le ministère russe de la Défense a qualifié le déploiement des navires de guerre américains en mer Noire de « menace pour la sécurité régionale et la stabilité stratégique ». Selon le ministère russe, le véritable objectif des forces américaines en mer Noire est de préparer une éventuelle tentative de régler le conflit par la force. Poutine évoque aussi ces exercices comme un facteur de tensions lors d'un échange téléphonique avec Macron.
Le 13 novembre, le Président Zelensky annonce que la Russie a à nouveau amassé 100 000 soldats dans la zone frontalière. Début novembre, des responsables américains alertent l'UE du renforcement de la présence militaire russe et d'une possible invasion de l'Ukraine,. Ces informations ont été contredites par le porte-parole du Kremlin, Dmitri Peskov. Peskov a accusé l'Ukraine en retour de « planifier des actions agressives contre le Donbass » et a exhorté l'OTAN à cesser d'amener des forces militaires le long des frontières de la Russie et à renoncer à armer l'Ukraine avec des armes modernes.
Le 15 novembre, le Président Zelensky et le président du Conseil européen Charles Michel ont évoqué la situation. Le même jour, Dmitry Kuleba s'est entretenu sur les mêmes sujets à Bruxelles. Le nouveau chef du ministère de la Défense, Reznikov, s'est rendu à Washington, où il a rencontré le 18 novembre le secrétaire américain à la Défense Lloyd Austin. Le 16 novembre, le secrétaire d'État à la Défense britannique Ben Wallace s'est rendu à Kyïv. Le 15 novembre, Poutine a signé un décret sur la fourniture d'un soutien humanitaire à la population de certains districts des régions de Donetsk et de Louhansk en Ukraine.
Le 16 novembre 2021, le secrétaire général de l'OTAN, Jens Stoltenberg, a appelé l'Occident à envoyer à la Russie « un signal clair appelant à réduire les tensions, en évitant toute escalade en Ukraine et dans ses alentours ». Stoltenberg a ajouté que l'alliance enregistre une « concentration inhabituelle » de forces russes près de la frontière ukrainienne. Le 15 novembre, le ministre allemand des Affaires étrangères par intérim Heiko Maas et le ministre français des Affaires étrangères Jean-Yves Le Drian ont exprimé leur inquiétude. Dans le même temps, l'attaché de presse du Pentagone, John Kirby, a confirmé que les États-Unis continuaient d'observer les mouvements militaires de la fédération de Russie près des frontières de l'Ukraine, et Blinken en a discuté avec Le Drian. Il a été rapporté que les États-Unis discutaient de réactions avec des alliés européens.
Le 21 novembre 2021, le chef de la Direction générale du renseignement du ministère de la Défense de l'Ukraine, Kyrylo Boudanov, a rapporté que la Russie aurait concentré plus de 92 000 soldats et des systèmes de missiles balistiques à courte portée Iskander près des frontières ukrainiennes. Boudanov a déclaré que la Russie était à l'origine des manifestations contre la vaccination contre le COVID-19 à Kyïv et d'autres rassemblements en Ukraine, qu'il s'agit de la préparation d'une invasion militaire à grande échelle. Selon Boudanov, la Russie a besoin des manifestations pour que la population ukrainienne ne lui résiste pas lors de l'opération militaire, estimant que les autorités ukrainiennes l'ont trahie : « Ils veulent organiser des rassemblements et des manifestations pour montrer que les gens sont contre le gouvernement », a-t-il déclaré dans une interview au Military Times. « Ils essaient de prouver que notre gouvernement trahit le peuple. » Selon le chef des services secrets ukrainiens Boudanov, des actions actives devraient être attendues en janvier-février 2022,.

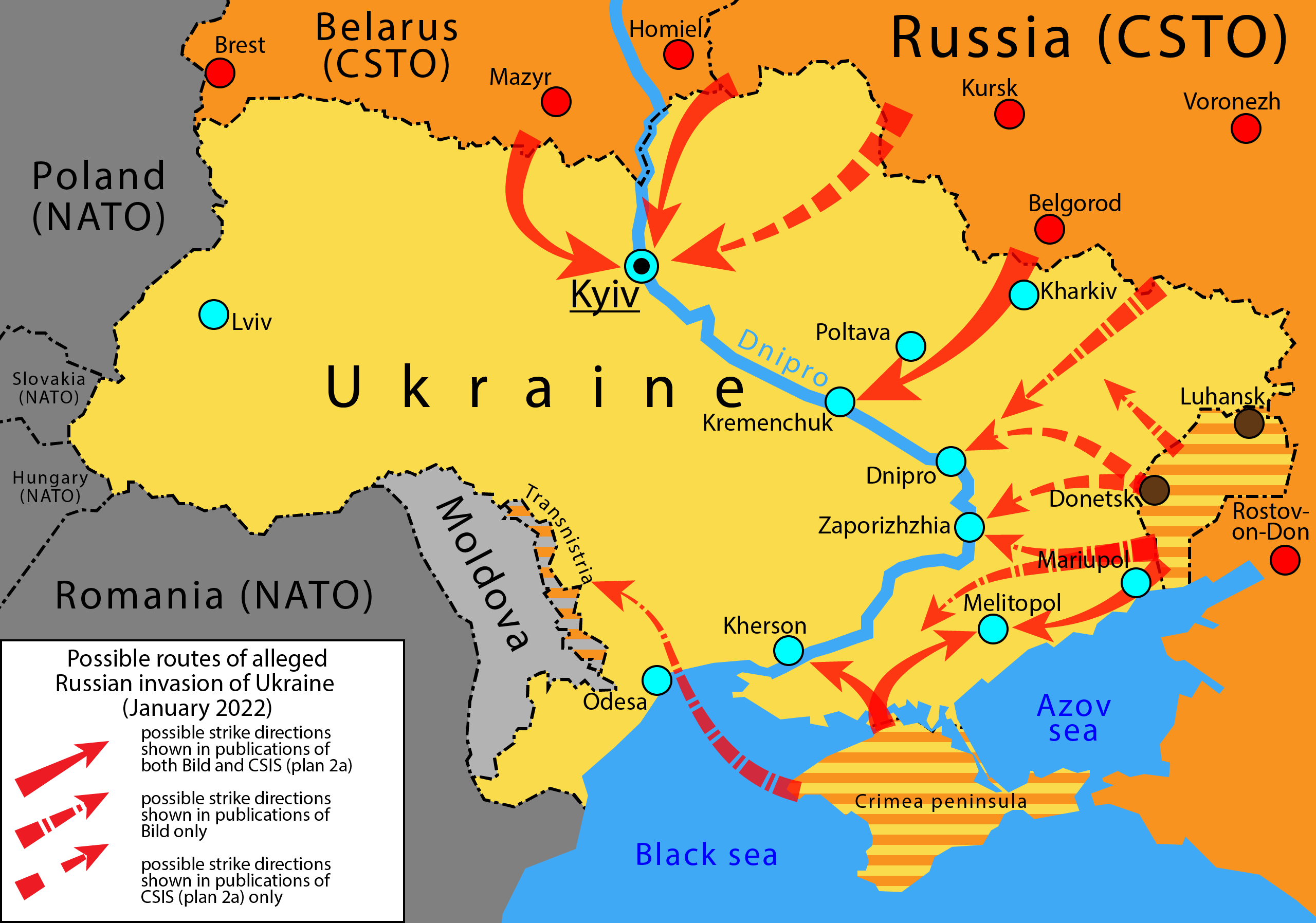
Carte montrant deux plans russes supposés, publiés séparément par le quotidien Bild et le Center for Strategic and International Studies.

#### Décembre 2021
Moscou, à son tour, accuse l'Ukraine d'actions agressives. Le 1er décembre, la Russie a reproché à l'Ukraine d'avoir déployé la moitié de son armée (environ 125 000 soldats) dans le Donbass pour affronter les séparatistes prorusses. Le 3 décembre, Poutine a critiqué l'Ukraine pour avoir utilisé un drone Bayraktar TB2 contre des séparatistes prorusses dans le Donbass,. C'est la première fois que l'armée ukrainienne utilise ce type de drone,. L'armée ukrainienne a déclaré que la frappe a eu lieu en réponse à un tir d'un canon Howitzer D-30 en possession des séparatistes et visait exclusivement des véhicules sur le sol ukrainien,. Ces drones, de fabrication turque, ont été le facteur déterminant de la supériorité azérie lors du conflit du Haut-Karabagh en 2020 et participent à la diplomatie d'Ankara — membre de l'OTAN et proche du Kremlin depuis 2015 — dans la région,. L'utilisation de ce type d'arme est proscrit par les accords de paix de Minsk,. Kyïv reconnaît que l'utilisation de ces armes pourrait servir de prétexte à une réaction russe.
Les déclarations dures de Kyïv et de Moscou sonnent dans le contexte d'une impasse sur toutes les plates-formes de négociation existantes. Il n'y a pas de contacts au sein du Format Normandie et ils ne sont attendus à aucun niveau : il n'y aura pas de sommet, les ministres des Affaires étrangères n'ont pas encore pu coordonner une réunion, et les conseillers politiques n'ont pas communiqué depuis septembre. Au sein du Groupe de contact trilatéral, les négociations se réduisent à discuter de la question de savoir si la Russie est partie au conflit.
Le 9 décembre, la Russie a accusé l'Ukraine d'avoir déplacé de l'artillerie lourde vers la ligne de front où les séparatistes combattent contre les forces ukrainiennes. Le chef d'état-major général russe, Valéri Guérassimov, a déclaré : « Les livraisons d'hélicoptères, de véhicules aériens sans pilote et d'avions [de l'OTAN] à l'Ukraine poussent les autorités ukrainiennes à prendre des mesures brutales et dangereuses. Toute provocation des autorités ukrainiennes par la voie d'un règlement forcé des problèmes du Donbass sera supprimé. » Le 31 décembre 2021, après un appel téléphonique entre les Présidents Biden et Poutine, Poutine a déclaré que si les États-Unis les sanctionnaient, ce serait « une erreur fatale ».
La Russie présente le 17 décembre 2021 deux textes nommés « Traité entre les Etats-Unis et la fédération de Russie sur les garanties de sécurité » et « Accord sur les mesures pour assurer la sécurité de la fédération de Russie et des Etats membres de l'OTAN » et annonce sa volonté de négocier dès le lendemain soit le 18 décembre. Ces documents, prêts à être signés contiennent ces exigences :
- l'interdiction de tout nouvel élargissement de l'OTAN – aussi bien de l'Ukraine, que de tout autre pays (Finlande, Suède par exemple)[88] – et d'empêcher les activités militaires proches de la frontière russe ;
- de ne pas déployer de militaires et d'armements supplémentaires dans les pays rejoignant l'OTAN en mai 1997 et avec son « accord » en citant en particulier le 21 janvier 2022, les cas de la Roumanie et de la Bulgarie[89] ;
- l'interdiction de l'implantation de nouvelles bases américaines sur le sol de l'ex-URSS[86].

#### Janvier 2022

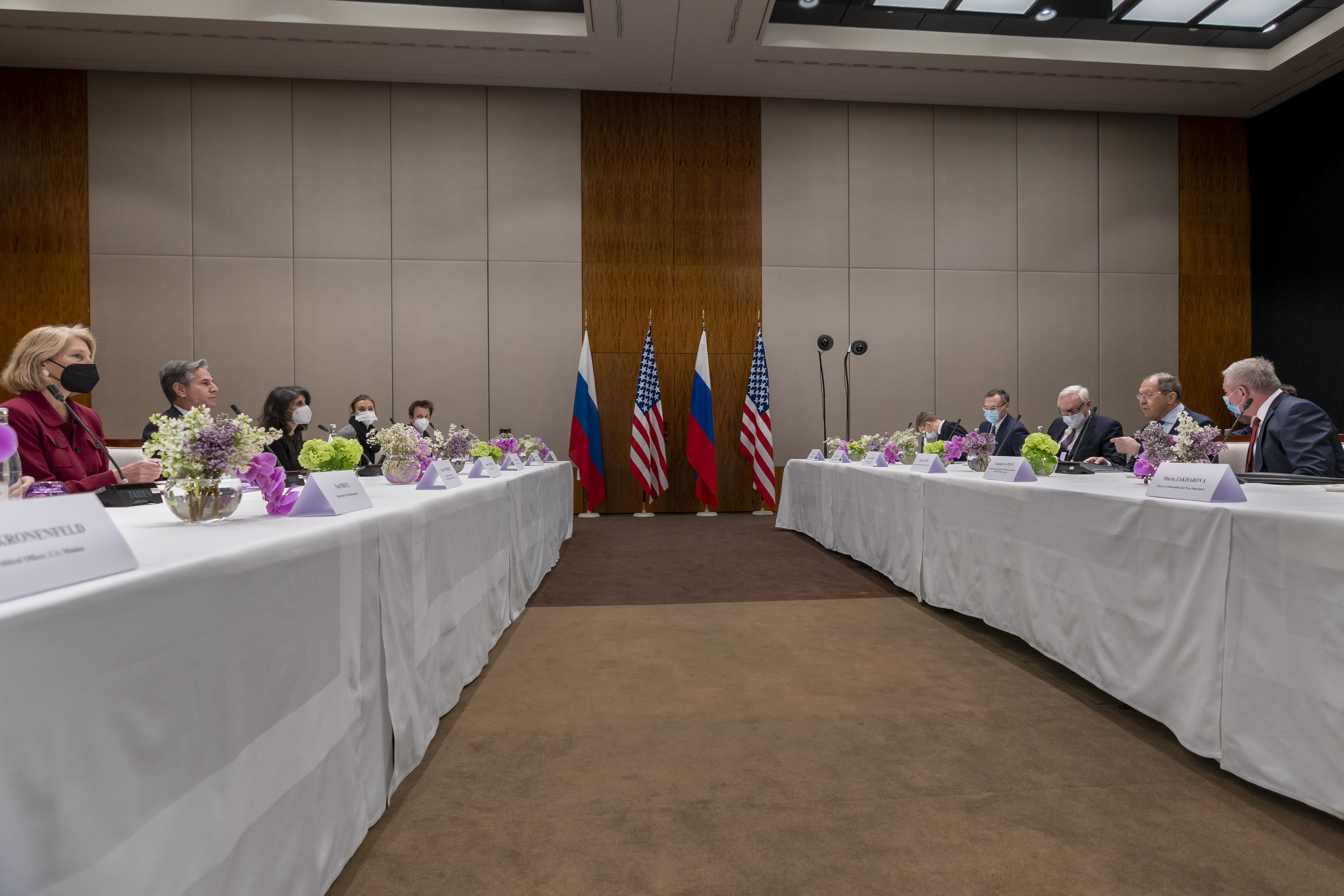
Réunion entre les délégations américaines et russes à Genève le 21 janvier 2022.

Le 10 janvier 2022, le gouvernement ukrainien a annoncé qu'il avait arrêté un agent du renseignement militaire russe présumé qui tentait d'en recruter d'autres pour mener des attaques dans la ville ukrainienne d'Odessa. Plus tard, le 14 janvier, l'Ukraine a été frappée par une vaste cyberattaque dont les auteurs étaient soupçonnés d'être des pirates informatiques russes. Le même jour, les services de renseignement militaires ukrainiens ont déclaré que des services spéciaux de la Russie préparaient des « provocations » contre des soldats russes stationnés en Transnistrie, un État séparatiste non reconnu internationalement considéré comme faisant partie de la Moldavie, pour créer un prétexte à une invasion russe de l'Ukraine.
Des pourparlers bilatéraux ont eu lieu à Genève le 10 janvier 2022, pour discuter des préoccupations concernant leurs activités militaires respectives et pour faire face aux tensions croissantes concernant l'Ukraine. Les pourparlers (« la réunion extraordinaire du dialogue sur la stabilité stratégique ») étaient dirigés par le vice-ministre russe des Affaires étrangères, Sergueï Riabkov, et la sous-secrétaire d'État américaine, Wendy Sherman. La réunion de Genève a été suivie d'une réunion du Conseil OTAN-Russie à Bruxelles le 12 janvier 2022, qui a réuni les 30 membres de l'OTAN et la Russie pour discuter, selon le communiqué officiel publié par l'OTAN, « de la situation en Ukraine et autour de celle-ci, et les implications pour la sécurité européenne » ; la déclaration du ministère russe de la Défense à l'issue de la réunion a été : « [La Russie] a apporté des évaluations russes de l'état actuel dans le domaine de l'euro-sécurité, et a également donné des explications sur les aspects militaires du projet d'accord russe sur les garanties de sécurité ». Les pourparlers ont été jugés par la Russie comme infructueux.
Le 21 janvier, une autre réunion à lieu entre Blinken et le ministre russe des Affaires étrangères Sergueï Lavrov à Genève.
Le samedi 29 janvier 2022, le ministère russe de la Défense annonce que la Russie finalise le transport d'un arsenal militaire en Biélorussie, pour un exercice conjoint prévu mi-février, dont des missiles antiaériens et des avions de combat.
Le Conseil de sécurité de l'ONU se réunit le lundi 31 janvier 2022 sur la crise ukrainienne à la demande des États-Unis, à la veille d'un entretien téléphonique prévu entre Lavrov et Blinken. Avec ses alliés de l'OTAN, Washington intensifie ses efforts pour dissuader la Russie d'envahir l'Ukraine, tout en préparant de nouvelles sanctions contre Moscou.

#### Février 2022
Début février, les Occidentaux excluent d'intervenir militairement en Ukraine mais menacent la Russie de sanctions « rapides et draconiennes » en cas d'invasion de l'Ukraine, allant bien au-delà des sanctions contre la Russie prises à la suite de la crise de 2014. Les échanges diplomatiques se multiplient entre les parties jusqu'au plus haut niveau. Plusieurs échanges ont lieu entre Poutine et respectivement Biden et Macron notamment. La diplomatie occidentale est confrontée à un dilemme entre le risque d'une escalade militaire aux conséquences désastreuses et celui d'une reculade diplomatique qui discréditerait l'OTAN et donnerait lieu à une perte de confiance de ses membres européens. La Russie nie cependant avoir l'intention d'envahir l'Ukraine.
Le 15 février 2022, la Russie annonce entamer le retrait des troupes ayant terminé leurs exercices militaires. L'OTAN se montre sceptique et demande des preuves. Le 17 février 2022, Washington affirme que le nombre de soldats massés aux frontières ukrainiennes n'a pas diminué mais augmenté de 7 000 hommes additionnels.
Le 18 février, la RPD et la république populaire de Lougansk ont annoncé l'évacuation des civils vers la Russie avec des allocutions pré-enregistrées le 16 février. Le même jour, les deux républiques ont proclamé la mobilisation générale à la suite d'un regain de tension dans le Donbass ; un véhicule portant des plaques d'immatriculation attribuées au chef de la police de Donetsk Denis Sinenkov explose sans faire de blessé, tandis qu'une rencontre entre Blinken et Lavrov est prévue pour le 24 février.
Le 20 février 2022, Poutine a évoqué l'incendie de la Maison des syndicats d'Odessa lors d'une conversation téléphonique avec Macron lors du paroxysme de la crise. Répondant à une mention des « autorités démocratiquement élues » en Ukraine, Poutine a déclaré « Ce n'est pas un gouvernement démocratiquement élu. Ils ont accédé au pouvoir par un coup d'État sanguinaire. Il y a eu des gens brûlés vifs. C'était un bain de sang. Et Zelensky est l'un des responsables »,,.
Le 21 février 2022, lors d'une allocution télévisée, Poutine annonce la reconnaissance russe de l'indépendance des républiques populaires de Donetsk et Lougansk et les forces armées russes envahissent l'Est de l'Ukraine contrôlé par les séparatistes prorusses,.
Le lendemain, l'administration Biden qualifie officiellement les mouvements de troupes russes d'invasion, ouvrant la voie à des sanctions plus sévères de la part des États-Unis contre la Russie ; elle annonce aussi de nouvelles livraisons d'armes à l'Ukraine. António Guterres, secrétaire général de l'ONU, lance un appel « à la désescalade dans la crise ukrainienne, […] à un cessez-le-feu immédiat et au rétablissement de l'Etat de droit ». Il demande à la Russie d'appliquer tous les principes de la Charte des Nations unies. La reconnaissance de l'indépendance de plusieurs régions du Donbass par Moscou est, toujours selon le secrétaire général de l'ONU, « une violation de la souveraineté et de l'intégrité territoriale de l'Ukraine », tout en appelant à la négociation. Le gouvernement allemand décide quant à lui de suspendre l'autorisation du gazoduc Nord Stream 2.
Lorsque le monde entier a critiqué l'invasion russe sur l'Ukraine, les pays du Conseil de coopération du Golfe, inclus l'Arabie saoudite, Bahreïn, Oman et les Émirats arabes unis, sont restés silencieux. Le 28 février 2022, les ministres des Affaires étrangères des Émirats et Russes se sont rencontrés à Moscou pour discuter de « l'expansion de la Russie multiforme à plusieurs niveaux ». En outre, le 24 février 2022, les ÉAU « soulignaient la profondeur de la relation » avec Moscou, seulement des heures avant que la Russie ait commencé une agression militaire sur l'Ukraine,.

## Suites
Le 24 février 2022, la Russie lance une opération militaire en Ukraine, des explosions à Kyïv et dans plusieurs grandes villes sont signalées moins d'une heure après l'annonce par le président russe d'une opération militaire dans le but de « démilitariser et dénazifier l'Ukraine ». Le ministère de l'Intérieur russe a, quant à lui, rendu « illégaux » tous les rassemblements opposés à la guerre. La ville de Kyïv a mis en place un couvre-feu et le gouvernement ukrainien a rompu toutes relations diplomatiques avec Moscou.
Le 25 février, Lavrov annonce que la Russie est prête à des négociations si l'Ukraine dépose les armes. Ce même jour, le Conseil de l'Europe suspend la Russie en réponse de ses actes de guerre dans le conflit russo-ukrainien. Le Royaume-Uni a décidé de stopper les avoirs britanniques de Poutine et Lavrov, montre la liste des nouvelles sanctions décidées par Londres en réponse à l'offensive lancée par Moscou contre l'Ukraine. Le Premier ministre britannique Boris Johnson avait annoncé plus tôt, dans la journée, une mesure en ce sens, similaire à celle décidée en parallèle par les dirigeants de l'Union européenne.

## Conséquences économiques
Depuis 2014 et l'annexion de la Crimée par la Russie, Moscou a réduit de façon draconienne la part du dollar dans son économie pour faire face à certaines sanctions économiques. Ainsi, à l'inverse de l'Iran qui a été coupé du réseau Society for Worldwide Interbank Financial Telecommunication (SWIFT) en 2012 et 2018, les conséquences d'une telle suspension seraient moindres pour la Russie qui a développé des alternatives comme un système de messagerie financière ou encore la carte de paiement Mir désormais utilisée par 87 % des Russes même si elle ne représente qu'un quart des transactions,.
Lors de la semaine du 7 au 13 février, plusieurs pays occidentaux demandent à leurs ressortissants de quitter l'Ukraine en raison de l'imminence d'un conflit dans la région. Ainsi, le 14 février, de nombreuses places boursières européennes ouvrent en nette baisse comme c'est le cas à Paris ou encore à Milan,,. Le rouble russe perd aussi de la valeur avant de se stabiliser autour des 86,5 RUB pour 1 euro.
Pour Raphaël Glucksmann, président de la commission spéciale sur l'ingérence étrangère dans l'ensemble des processus démocratiques de l'Union européenne, y compris la désinformation, cette crise montre l'urgence pour l'Union européenne d'utiliser son pouvoir commercial — notamment usant du devoir de vigilance — pour influer sur des États ne respectant pas ses valeurs et exerçant des pressions sur ses frontières,. La forte dépendance en gaz russe pour des pays de l'Union illustre selon Glucksmann cette nécessité,.
Washington annonce le 21 février de nouvelles sanctions contre les régions séparatistes du Donbass à la suite de leur reconnaissance par Moscou. Biden va « publier un décret qui interdira tout nouvel investissement, échange ou financement par des personnes américaines à destination, en provenance ou dans les régions ». D'autres sanctions pourraient suivre. D'autres sanctions financières suivent, annoncées par Biden le 22 février.

## Déstabilisation

### Cyberguerre
Le principal réseau international de hackers « Anonymous » déclare sur sa page Twitter une cyberguerre au gouvernement de la fédération de Russie. Ils ont revendiqué des attaques par déni de service sur le site de la chaîne de télévision Russia Today. Le Service fédéral de sécurité de la fédération de Russie ( FSB de Russie ) évalue le niveau de menace pour les ressources d'information de la Russie comme critique. Les Américains envisagent eux aussi d'intégrer cette cyberguerre pour venir en aide à l'Ukraine en perturbant la connectivité Internet à travers la Russie, coupant l'alimentation électrique ou altérant les commutateurs de chemin de fer pour entraver la capacité de la Russie à réapprovisionner ses forces,.
L'Ukraine est victime de multiples cyberattaques, par déni de service et par le biais de logiciel malveillants capables de supprimer les données de serveurs stratégiques.

### Guerre de l'information
Avec la désinformation généralisée et les médias sociaux, amplifiant les revendications militaires et les demandes reconventionnelles, il est difficile de déterminer exactement les informations fiables pour donner les deux points de vue de façon neutre,,.
Les médias russes ont délibérément propagé de fausses informations comme l'explosion d'un conteneur de gaz au chlore près d'une zone habitée par des civils à Horlivka mais aussi la transmission d'affrontements pré-enregistrés ou encore provenant d'autres pays entre séparatistes et armée ukrainienne.
Pour justifier l'invasion de l'Ukraine, les forces séparatistes sont soupçonnées d'avoir orchestré plusieurs fausses attaques pour justifier l'escalade militaire.
Concernant la manipulation d'enregistrements, John Kirby, porte-parole du Pentagone a déclaré lors d'une allocution début février qu'« il est probable que le gouvernement russe, nous le pensons, prépare une fausse attaque de soldats ou d'agents de renseignement ukrainiens contre le territoire russe ou des russophones [d'Ukraine] ».
Les forces armées ukrainiennes sont aussi accusées d'avoir propagé de fausses informations. Le ministère ukrainien des armées a par exemple publié une vidéo montrant un drone turc abattant un char d'assaut du régime syrien près de Maarat al-Nouman en Syrie, et a écrit : « Forces armées ukrainiennes ont libéré une vidéo avec la destruction de l'équipement militaire russe Bayraktar TB2 ».
Le Service fédéral de supervision des communications, des technologies de l'information et des médias de masse (Roskomnadzor) — un service exécutif fédéral russe chargé de superviser les médias — exige des médias nationaux de supprimer de leurs contenus toute référence à des civils tués par l'armée russe en Ukraine ainsi que les termes « d'invasion », « d'offensive » ou de « déclaration de guerre ». Pour Roskomnadzor seules « les sources officielles russes disposent d'informations actuelles et fiables » sur l'intervention en Ukraine qui est une « opération militaire spéciale » de « maintien de la paix ». Roskomnadzor a demandé au bureau du procureur général la fermeture dans le pays de Wikipédia au motif d'"informations illégales" sur l'armée russe et les décès de civils en Ukraine dans l'article intitulé "invasion de l'Ukraine par la Russie de 2022",.
À l'issue du Comité des représentants permanents de l'Union européenne (Coreper) chaque État membre est chargé de faire respecter l'interdiction de diffusion des médias russes RT et Sputnik considérés comme des instruments de «désinformation» de Moscou dans sa guerre contre l'Ukraine. En France, l'Arcom suspend avec effet immédiat la convention de RT France.
Le 4 mars, Poutine signe une loi votée par la Douma limitant fortement la liberté d'expression et l'accès à l'information. La loi prévoit jusqu'à 15 ans de prison pour quiconque publiera des informations mensongères sur le conflit en Ukraine. Elle concerne les particuliers ainsi que les médias russes et étrangers. Par exemple, le média indépendant russe Znak a fermé son site. L'ONG Reporter sans frontières estime que le dirigeant russe est « clairement en train de mettre son pays sous cloche ». Le classement de RSF place la Russie à la 150e place sur 180 États pour la liberté de la presse. Le réseau social Facebook est également bloqué par les autorités russes depuis le 4 mars.

## Rhétorique du pouvoir russe

### Révisionnisme historique
En été 2021, Poutine publie l'essai « De l'unité historique des Russes et des Ukrainiens » où il aborde en longueur les liens qui uniraient les deux peuples tant sur le plan historique mais aussi sur le plan culturel et religieux. Ce faisant, le président russe considère « les Russes et les Ukrainiens sont un seul peuple qui appartient au même espace historique et spirituel ». À l'occasion d'un sondage effectué peu après par l'ONG Rating Group Ukraine, sur l'ensemble de la population, seuls 41 % des Ukrainiens sont en accord avec cette position,. L'étude montre que les Ukrainiens sont partagés selon les régions et les mouvements politiques d'appartenance tandis qu'à l'Est et dans les mouvements prorusses, 60 % des répondants partagent ce point de vue, à l'Ouest 70 % sont en désaccord tout comme les membres des partis politiques opposés au Kremlin qui réfutent à 80 % cette position.
Dans ce discours, le président russe détermine que l'Ukraine a été créée de toutes pièces par la Russie soviétique et particulièrement Lénine et conteste de nouveau son existence. Les bolchéviks auraient ensuite, selon lui, abandonné des parties du territoire historique de la Russie — à l'instar du transfert de la Crimée acté par Khrouchtchev en 1954 — et découpé les slaves de l'est en plusieurs nations,. Cette révision de l'histoire ukrainienne se place dans un discours qui trace une continuité directe entre la conversion de Vladimir à l'orthodoxie, le Rus' de Kiev et la Russie tsariste. Cette proéminence des communistes russes dans la « création » de l'Ukraine selon Poutine a une signification particulière quand Kyïv a depuis plusieurs années amorcé une politique de décommunisation (« декоммунизация », dekommounizatsia) puisqu'il implique le démantèlement du pays sous sa forme actuelle.
Juliette Cadiot, directrice d'étude au centre d'études des mondes russe, caucasien et centre-européen (CERCEC) à l'EHESS, indique que le président russe utilise un discours des sciences sociales actuelles donnant aux empires en voie de dislocation — ici en l'occurrence l'empire tsariste — la genèse des nationalismes sans prendre en compte la dimension populaire, illustrée en Ukraine par l'indépendance du pays de 1917 à 1921 mais aussi du plébiscite de la population ukrainienne lors de la dislocation de l'URSS où neuf Ukrainiens sur dix se sont prononcés pour un État indépendant. Sabine Dullin, professeure en Histoire contemporaine à Sciences Po Paris, note que si l'URSS a bel et bien encouragé l'essor de nationalismes, c'est notamment le cas en Asie centrale où le sentiment national turkmène ou ouzbek n'existait pas par exemple. Le sentiment national ukrainien quant à lui était visible dès la fin du XIXe siècle et ce hors des frontières de l'Empire russe, en Galicie austro-hongroise,,. Dans le contexte de la création de l'Union des républiques socialistes soviétiques dans l'immédiat après-guerre et durant la guerre civile, la méthode de mise en avant des nations est le sujet d'un débat entre Lénine d'une part et Staline d'autre part. Si le premier a l'intention de donner l'opportunité à tous les peuples habitants sur le territoire de l'empire russe pour diminuer l'importance du nationalisme russe, le second émet des réserves dans cette démarche. Les critiques répétées de Lénine par le président russe se réfèrent en partie à cet épisode de la naissance de l'Union soviétique,,.

### Éléments de langage
Pour le chercheur à l'université d'Oxford Milàn Czerny, l'utilisation du terme « génocide » s'inscrit dans une longue durée comme l'indique l'utilisation par Sergueï Glaziev (en) dès les années 1990 de « génocide économique » contre les Russes après la libéralisation du pays. Glaziev est devenu le conseiller de Poutine dès 2012. Pour Cécile Vaissié, spécialiste du monde slave à Rennes-II, cette vision est partagée par de nombreux membres des cercles néoconservateurs et nationalistes russes. Pour ces derniers, la diminution de l'importance du russe dans les ex-pays soviétiques — même si une large majorité des Ukrainiens est bilingue, une série de lois depuis 2014 diminuent la place du russe dans l'espace public sans la supprimer comme le prétendent les tenants du discours d'une « ukrainisation totale » — relève d'un « génocide culturel »,. Aussi, l'incendie de la Maison des syndicats d'Odessa touchant des russophones en 2014 est régulièrement utilisé par le locataire du Kremlin.
Dans le même temps, l'ouverture du discours du locataire du Kremlin par le terme « compatriote » remonte selon Czerny à Boris Eltsine et couvre toute personne se considérant comme liée avec la Russie — monde russe soit en russe « rousskïï mir » — et que Moscou doit protéger. Poutine est coutumier de ce terme puisqu'il l'utilise dès 2001 et lui a servi notamment lors de la crise de Crimée,.
Jenny Raflik, professeure d'histoire contemporaine à Nantes Université, indique que le président russe a repris à son compte des éléments de langages auparavant utilisés par le camp occidental et particulièrement les États-Unis avec par exemple l'emploi des termes « maintien de la paix » ou encore du « droit des peuples à disposer d'eux-mêmes ».

## Réactions

### Ukraine
Dans une interview accordée au journal français Libération en avril 2021, le ministre ukrainien des Affaires étrangères Dmytro Kouleba a déclaré que le renforcement des troupes russes près de la frontière avec l'Ukraine et la détérioration de la situation dans l'est de l'Ukraine étaient les plus graves depuis l'attaque contre des marins ukrainiens dans le Détroit de Kertch en novembre 2018.
En novembre 2021, Boudanov, le chef de la Direction générale du renseignement, a déclaré que la Russie se préparait à une attaque d'ici fin janvier ou début février 2022. Le 25 janvier 2022, le ministre de la Défense Reznikov a déclaré qu'il ne voyait pas de menace d'attaque immédiate d'une invasion russe à grande échelle de l'Ukraine ; il a insisté sur le fait que la menace n'avait pas augmenté de manière significative en huit ans car « l'armée russe n'avait pas formé de groupe de frappe capable de mener une invasion »,. Le 28 janvier 2022, le Président Zelensky a appelé l'Occident à ne pas créer de « panique » dans son pays face à une éventuelle invasion russe, ajoutant que les avertissements constants d'une menace « imminente » d'invasion mettent l'économie de l'Ukraine en danger,. Le Président Zelensky a déclaré que « nous ne voyons pas une plus grande escalade » qu'au début de 2021, lorsque le renforcement de l'armée russe a commencé.
Dans la nuit du 23 au 24 février 2022, quelques heures avant que Poutine n'annonce une intervention militaire en Ukraine, le Président Zelensky, dans un discours en langue russe, a appelé la société civile en Russie à faire pression sur ses dirigeants pour prévenir une grande guerre en Europe qui pourrait débuter d'un jour à l'autre. Il déclare : « Les Russes veulent-ils la guerre ? J'aimerais tant connaître la réponse à cette question. Et cette réponse dépend de vous, citoyens de la fédération de Russie », accusant Moscou d'avoir déployé 200 000 hommes pour attaquer son pays et révélant avoir tenté de parler, sans succès, à Poutine.

### Russie

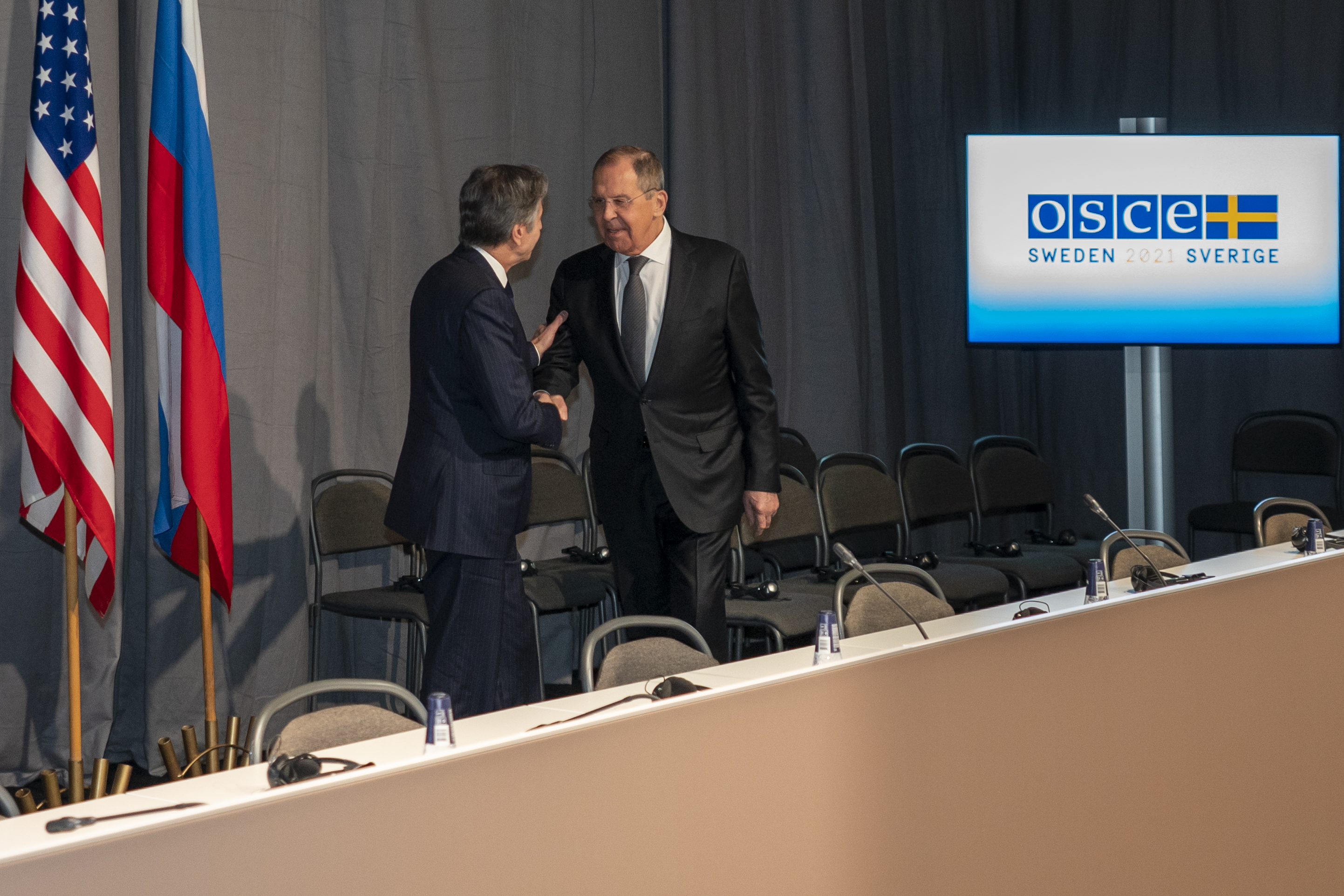
Le ministre russe des Affaires étrangères Sergueï Lavrov rencontre le secrétaire d'État américain Antony Blinken, de dos, le 2 décembre 2021.

Le Kremlin a nié à plusieurs reprises avoir l'intention d'envahir l'Ukraine,. Poutine a rejeté ces craintes comme « alarmistes ». Sergueï Narychkine, directeur du service de renseignement extérieur russe, a rejeté les rapports d'une éventuelle invasion de l'Ukraine affirmant qu'il s'agissait de « propagande malveillante du département d'État américain ». Le 30 novembre 2021, Poutine a déclaré qu'une expansion de la présence de l'OTAN en Ukraine, en particulier le déploiement de tout missile à longue portée capable de frapper des villes russes ou des systèmes de défense antimissile similaires à ceux de la Roumanie et de la Pologne, constitueraient un problème de « ligne rouge » pour la Russie,,. En janvier 2022, Nikolaï Jouravlev, vice-président du Conseil de la fédération, a averti que l'Europe ne recevrait pas de gaz naturel, de pétrole et de métaux de la Russie au cas où la Russie serait déconnectée du système de paiement international SWIFT. De plus, une telle décision ne pourrait être réalisable car elle nécessiterait le consentement de tous les pays participant à ce système. Fin janvier 2022, Nikolaï Patrouchev, secrétaire du Conseil de sécurité russe, a déclaré que l'idée que la Russie « menace l'Ukraine » était « absolument ridicule » et a ajouté : « Nous ne voulons pas de guerre. Nous n'en avons pas du tout besoin ». Le vice-ministre russe des Affaires étrangères, Alexander Grushko, a condamné le déploiement de troupes, de navires de guerre et d'avions de combat de l'OTAN en Europe de l'Est, affirmant que l'alliance militaire « diabolisait la Russie » afin de « justifier l'activité militaire sur le flanc oriental [de l'OTAN] ». La Russie a accusé l'Ukraine de ne pas mettre en œuvre les accords de Minsk conclus en 2015 dans le but d'instaurer la paix dans le Donbass.

### Communauté internationale
- Albanie et  Kosovo : Le colonel des Forces armées albanaises Ardian Lulaj et le chef kosovar de la communication stratégique, le colonel Sefer Isufi, ont tous deux déclaré début décembre 2021 que leur pays respectif serait disposé à déployer les forces armées albanaises et les forces de sécurité du Kosovo dans une future mission en Ukraine si les États-Unis décident de mener une telle entreprise[174].
- Allemagne : En avril 2021, lors d'une conversation téléphonique avec Poutine, la chancelière allemande Angela Merkel a exigé que le chef du Kremlin réduise sa présence militaire près des frontières de l'Ukraine[175]. En décembre 2021, le chancelier allemand Olaf Scholz a mis en garde contre des « conséquences » pour le gazoduc Nord Stream 2, un projet de gazoduc russe exploité par Gazprom, qui livre du gaz naturel à l'Allemagne[176],[177]. En janvier 2022, la ministre allemande des Affaires étrangères Annalena Baerbock a averti que « toute nouvelle escalade entraînerait un prix élevé pour le régime russe - économique, politique et stratégique »[178]. L'Allemagne a maintenu sa politique consistant à ne pas fournir à l'Ukraine d'armes létales. La ministre allemande de la Défense Christine Lambrecht a déclaré que l'Allemagne souhaitait « désamorcer » les tensions et que fournir des armes ne serait « pas utile »[179]. L'Ukraine a également affirmé que l'administration allemande bloquait l'approvisionnement en armes via l'OTAN[180]. Le 21 janvier 2022, il a été signalé que l'Allemagne avait empêché l'Estonie d'exporter des armes d'origine allemande[181]. Le ministre letton de la Défense Artis Pabriks a qualifié les relations de l'Allemagne avec la Russie (et la Chine) d'« immorales et hypocrites »[182]. Le 26 janvier, l'Allemagne a annoncé qu'elle allait expédier 5 000 casques à l'Ukraine, tout en réaffirmant qu'elle ne fournirait aucune arme létale. Le maire de Kyïv et ancien champion du monde de boxe poids lourd Vitali Klitschko a qualifié cette offre de « blague »[183],[184]. Le 19 février 2022, l'Allemagne appelle ses ressortissants à quitter l'Ukraine dès que possible, considérant qu'un conflit militaire est possible à tout moment. Les autorités allemandes déconseillent également tout déplacement vers l'Ukraine[185],[186].
- Australie : Le 24 janvier, la ministre australienne des Affaires étrangères, Marise Payne, a offert son aide à l'Ukraine dans la lutte contre les cyberattaques russes. Elle a également appelé la Russie à « désamorcer » les tensions et a exhorté les Australiens vivant en Ukraine à l'évacuer[187]. Des sentiments similaires ont été exprimés par le ministre des Finances Simon Birmingham (en), qui a averti que l'Australie lèverait des sanctions financières contre la Russie en cas d'hostilités[188].
- Belgique : Le 24 janvier 2022, le chef de la défense belge Michel Hofman a déclaré que les forces belges étaient en attente dans la Baltique et se préparaient « à intervenir dans un certain délai, mais aujourd'hui il est trop tôt pour dire où et comment »[189].
- Biélorussie : Le président de la Biélorussie Alexandre Loukachenko a déclaré que son pays « ne veut pas la guerre », mais si quelqu'un « la tire, lui impose des sanctions ou l'intimide », il « abandonnera presque » car, selon ses propres termes, ils sont « invincibles »[190]. Il a également déclaré qu'il enverrait « tout un contingent de l'armée biélorusse » à la frontière avec l'Ukraine, car « les Ukrainiens auraient commencé à attirer des troupes là-bas »[191]. Le 18 janvier, le Digital Forensic Research Lab du groupe d'experts d'Atlantic Council a publié un compte rendu de l'arrivée des troupes russes en république de Biélorussie. En particulier, des lanceurs de roquettes multiples BM-27 Uragan à la station Retchytsa dans l'oblast de Gomel au nord de Kyïv[192].
- Bulgarie : Début janvier, le ministre bulgare de la Défense Stefan Yanev a répondu à une question parlementaire sur le déploiement d'unités militaires supplémentaires sur le territoire bulgare que la Bulgarie s'oppose à « l'escalade des mesures militaires avant que tous les autres moyens diplomatiques ne soient utilisés » et que la Bulgarie n'avait pour l'instant « pas de position nationale » sur la situation[193]. Le 21 janvier, le Premier ministre bulgare Kiril Petkov a condamné l'appel russe à la Bulgarie de quitter l'OTAN et au retrait des troupes de l'OTAN de Bulgarie et de Roumanie, tandis que le Président Roumen Radev a qualifié la déclaration d'« inacceptable »[194].
- Canada : En janvier 2022, le Premier ministre du Canada Justin Trudeau a déclaré que le Canada accorderait à l'Ukraine un prêt de 120 millions de dollars canadiens, mais ne transférerait pas d'équipement militaire[195]. Le Canada annonce l'envoi de forces spéciales le 17 janvier 2022[196].
- Chine : Le dirigeant chinois et secrétaire général du PCC Xi Jinping a soutenu la demande de la Russie selon laquelle l'Ukraine ne doit jamais rejoindre l'OTAN[197]. Le 14 janvier 2022, un porte-parole du ministère chinois des Affaires étrangères a souligné que tous les pays devraient observer une résolution traditionnelle de l'ONU sur la trêve olympique « de sept jours avant le début des Jeux olympiques jusqu'à sept jours après la fin des Jeux paralympiques ». Dans ce délai, la proposition de résolution de trêve commencerait donc le 28 janvier 2022 et se terminerait le 20 mars 2022[198].
- Corée du Sud : Le président de la république de Corée Moon Jae-in a ordonné au gouvernement d'élaborer des mesures «d'urgence» afin de répondre à la situation politique en Ukraine, craignant que la crise sécuritaire ne nuise aux intérêts des Sud-Coréens[199].
- Croatie : Le 19 janvier 2022, le Premier ministre croate Andrej Plenković, s'adressant au Sabor, a déclaré que la situation dans l'est de l'Ukraine était très préoccupante et la plus tendue depuis 2014 et a déclaré : « La Croatie ne veut pas que la situation s'aggrave et réagira clairement et résolument pour prévenir toute instabilité »[200],[201]. Le 25 janvier 2022, le président croate Zoran Milanović, a considéré le renforcement militaire de l'OTAN et l'administration Biden dans la région de « conduite incohérente et dangereuse » dans les affaires de sécurité internationale et souligné son rôle de commandant en chef de la Croatie en déclarant à la presse : « Nous n'avons aucune influence là-dessus et nous n'aurons rien à voir avec cela. Je garantis que la Croatie n'enverra aucune troupe en cas d'escalade. Au contraire, elle rappellera toutes les troupes, jusqu'au dernier soldat croate »[202],[203]. Milanović a poursuivi en disant qu'un « arrangement pour répondre aux intérêts de sécurité de la Russie » devait être trouvé et que la crise aiguë sur l'Ukraine était « principalement déterminée par la dynamique de la politique intérieure américaine »[203]. Le même jour, Plenković a réagi aux remarques du président en disant qu'en les entendant, il pensait que c'était dit « par un responsable russe » ; il a également présenté des excuses à l'Ukraine et à son gouvernement pour l'accusation de Milanović selon laquelle l'Ukraine était « l'un des États les plus corrompus » et a réitéré que la Croatie soutenait l'intégrité territoriale de l'Ukraine et qu'aucune troupe croate ne se trouvait en Ukraine, tandis que la déclaration du président « n'avait absolument rien à voir avec la politique du gouvernement de la république de Croatie »[204].
- Danemark : Le 13 janvier 2022, le Danemark a envoyé quatre avions de combat F-16 et une frégate avec un équipage de 160 membres dans les États baltes pour renforcer la présence avancée renforcée de l'OTAN et patrouiller en mer[205],[206].
- Espagne : Le 20 janvier, l'Espagne a commencé à déployer des avions, des navires et des forces de l'OTAN en Bulgarie[207].
- Estonie,  Lettonie et  Lituanie : Le 10 janvier 2022, le Conseil de défense de l'État lituanien a été convoqué pour discuter des tensions russo-ukrainiennes. En réponse au comportement militaire russe agressif, le conseil a décidé d'augmenter le nombre de troupes et d'accélérer les plans de modernisation militaire[208]. Le 17 janvier, la Lettonie a renforcé la présence militaire dans l'est du pays[209]. Le 19 janvier, le Premier ministre estonien a annoncé une augmentation extraordinaire des dépenses de défense de 380 millions d'euros pour l'exercice budgétaire en cours[210]. Les États baltes ont également décidé d'accélérer leur propre acquisition d'armes, y compris le système d'artillerie de roquettes conjointes[211],[212]. L'Estonie, la Lettonie et la Lituanie ont également demandé d'augmenter les déploiements militaires des troupes de l'OTAN et des États-Unis dans les pays baltes afin de dissuader le comportement agressif russe[213],[214].
- États-Unis : Le 2 avril 2021, Biden a eu sa première conversation téléphonique avec le Président Zelensky[215]. Le 13 avril, Biden a eu un appel téléphonique avec Poutine ; Biden « a souligné l'engagement indéfectible des États-Unis envers la souveraineté et l'intégrité territoriale de l'Ukraine » ; Biden a également exprimé l'inquiétude des États-Unis « sur le renforcement soudain de l'armée russe en Crimée occupée et aux frontières de l'Ukraine, et a appelé la Russie à désamorcer les tensions »[216],[217]. À la mi-avril 2021, le département américain du Trésor, ainsi que l'UE, le Royaume-Uni, l'Australie et le Canada, ont sanctionné huit personnes et entités « associées à l'occupation et à la répression en cours par la Russie en Crimée ». Le 19 janvier 2022, Biden a déclaré qu'il pensait que la Russie envahirait l'Ukraine[218]. Biden a déclaré qu'une invasion à grande échelle de l'Ukraine serait « la chose la plus importante qui se soit produite dans le monde en termes de guerre et de paix » depuis la Seconde Guerre mondiale[219]. Le 22 janvier 2022, l'ambassade des États-Unis à Kyïv a demandé l'évacuation du personnel non essentiel ainsi que de leurs familles par le Département d'État des États-Unis[220]. Le 2 février, la Maison-Blanche des États-Unis a déclaré qu'elle ne qualifierait plus une invasion potentielle d'« imminente »[221]. Le Département d'État a émis un avis de ne pas se rendre en Ukraine ou en Russie, citant les tensions persistantes le long de la frontière russo-ukrainienne et le COVID-19[222].
- Finlande et  Suède : Les propositions russes selon lesquelles l'OTAN n'accepterait pas de nouveaux membres ont été vivement critiquées par la Suède et la Finlande, qui ont maintenu leur neutralité. En janvier 2022, le président finlandais Sauli Niinistö et la Première ministre Sanna Marin ont insisté sur le droit de la Finlande de décider des alliances auxquelles elle peut se joindre[223]. La Suède a exprimé la même position selon laquelle il n'appartient qu'au peuple suédois de décider si la Suède doit rejoindre l'OTAN[224]. Les menaces russes ont déclenché le débat dans les deux pays sur la question de savoir s'ils devaient demander leur adhésion à l'OTAN[225],[226]. Le 13 janvier, les Forces armées suédoises ont annoncé qu'elles déployaient des troupes sur l'île stratégique de Gotland, en réponse à une activité militaire russe inhabituelle[227].
- France : En avril 2021, le ministre français de l'Europe et des Affaires étrangères Jean-Yves Le Drian, lors d'une conversation téléphonique avec le ministre ukrainien des Affaires étrangères Dmytro Kouleba, a noté que la France surveillait avec inquiétude le retrait des troupes russes aux frontières de l'Ukraine et des territoires temporairement occupés. Il a assuré du soutien continu de la France à la souveraineté et à l'intégrité territoriale de l'Ukraine. Le chef de la diplomatie française a particulièrement noté les actions prudentes et sages de l'Ukraine dans la situation actuelle[228].

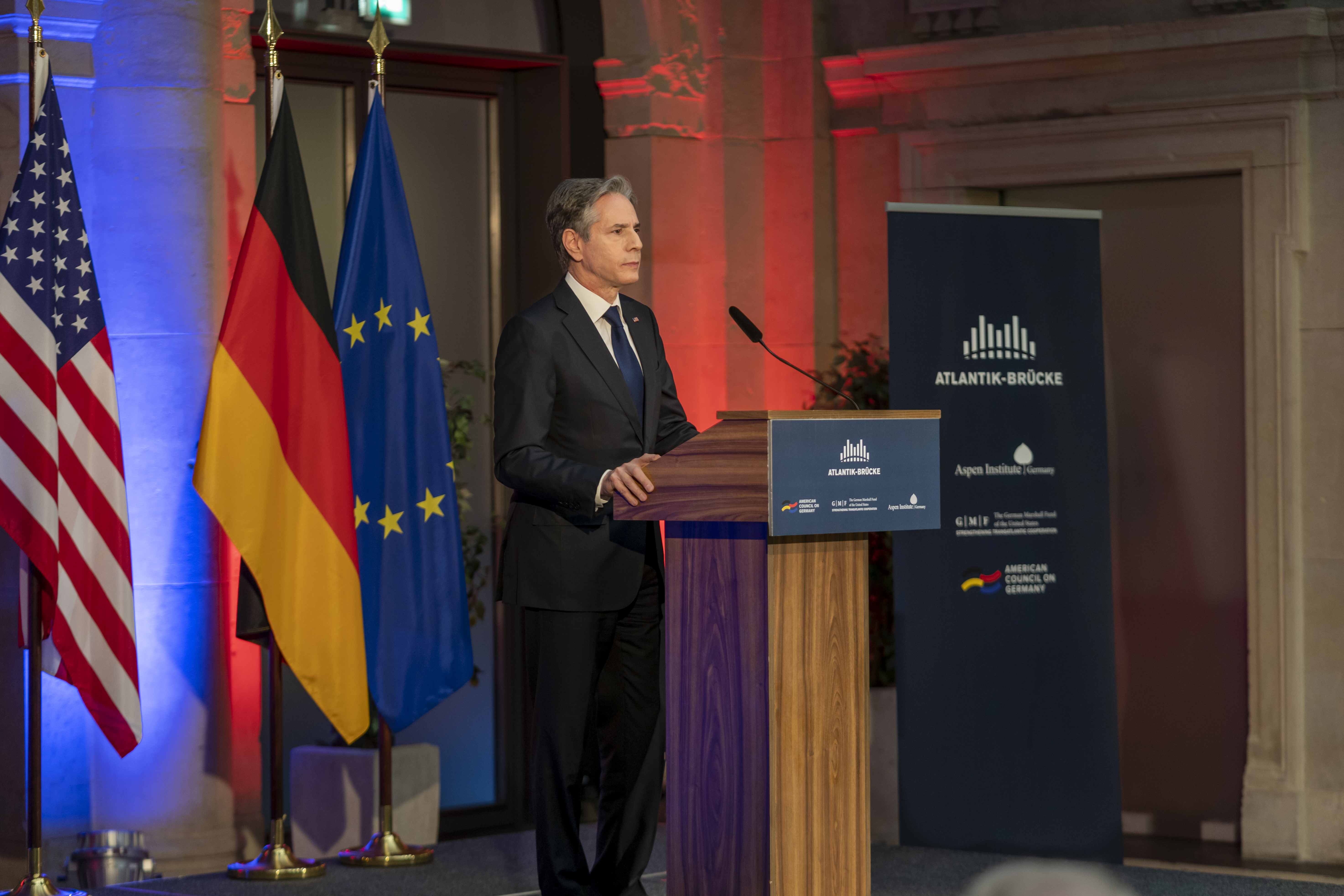
Le secrétaire d'État américain Antony Blinken a prononcé un discours à Berlin sur une éventuelle invasion russe de l'Ukraine le 20 janvier 2022.

- Hongrie : Le ministre hongrois de la Défense Tibor Benkő a déclaré qu'il n'était pas nécessaire que l'OTAN déploie ses troupes en Hongrie[229].
- Inde : Le 19 janvier 2022, la sous-secrétaire d'État américaine Wendy Sherman a appelé le secrétaire indien aux Affaires étrangères Harsh Vardhan Shringla (en) et les deux ont discuté du « renforcement militaire de la Russie aux frontières de l'Ukraine »[230]. Le 28 janvier, le porte-parole officiel du ministère indien des Affaires extérieures, Arindam Bagchi, a déclaré que la situation en Ukraine et les discussions de haut niveau entre la Russie et les États-Unis étaient suivies de près. Le communiqué appelait « à une résolution pacifique de la situation grâce à des efforts diplomatiques soutenus pour la paix et la stabilité à long terme dans la région et au-delà »[231]. Le 29 janvier, il a été signalé que l'ambassade de l'Inde en Ukraine avait demandé à tous les Indiens qui y vivaient, pour la plupart des étudiants en médecine, de s'inscrire afin de pouvoir fournir des informations rapidement[232],[230]. À la différence d'autres états, l'Inde n'a pas évacué ses diplomates[233]. L'Indian Express a mis en lumière la situation difficile du gouvernement indien : d'une part, il était préoccupé par la « flexion musculaire » de la Russie, mais avec près de 60 % des fournitures militaires indiennes fabriquées en Russie et la position militaire actuelle (en), tendue avec la Chine, il ne voulait pas compromettre ses liens militaires étroits avec Moscou ; d'autre part, les États- Unis et l'Europe étaient également des partenaires stratégiques importants[230]. Les médias indiens ont noté comment l'hostilité et les sanctions contre la Russie créeraient des problèmes pour l'accord sur les missiles S-400 du pays et « pousseraient probablement Moscou en direction de Pékin, renforçant ainsi les Chinois »[232],[230].
- Israël : Israël envisage de transporter par avion des milliers de juifs hors d'Ukraine alors que la tension avec la Russie monte[234].
- Japon : Le Premier ministre japonais Fumio Kishida a déclaré que lui et Biden travailleraient en étroite collaboration pour empêcher une invasion russe de l'Ukraine et « garder des contacts étroits avec d'autres alliés et partenaires et continuer à communiquer sur le fait que toute attaque entraînera une action énergique ». Dans un tweet, Biden a déclaré que c'était « un honneur de rencontrer le Premier ministre Kishida pour renforcer davantage l'alliance américano-japonaise - la pierre angulaire de la paix et de la sécurité dans l'Indo-Pacifique et dans le monde »[235].
- Lettonie : La Lettonie envoie des armes à l'Ukraine[236].
- Lituanie : La Lituanie se dit prête à envoyer des armes en Ukraine[237].
- Moldavie : La présidente moldave Maia Sandu a déclaré lors d'un entretien que les autorités moldaves examinaient de près la situation en Ukraine et que certaines mesures étaient prises pour se préparer aux issues potentielles de la crise. Elle a également exigé le retrait des troupes russes de la Transnistrie, un territoire séparatiste légalement et internationalement considéré comme faisant partie de la Moldavie[238]. Sandu a également appelé au calme les citoyens de Moldavie face aux développements en Ukraine et a exprimé sa confiance dans la possibilité d'une solution diplomatique[239]. Plus tard, Sandu a rencontré le Premier ministre des Pays-Bas Mark Rutte et discuté avec lui des tensions à la frontière russo-ukrainienne. Au cours de la réunion, Rutte a exprimé son soutien à l'intégrité territoriale de la Moldavie en ce qui concerne la Transnistrie[240].
- Nouvelle-Zélande : La ministre néo-zélandaise des Affaires étrangères Nanaia Mahuta a déclaré que le gouvernement néo-zélandais était préoccupé par le renforcement de l'armée russe à la frontière ukrainienne et soutenait la souveraineté et l'intégrité territoriale de l'Ukraine. Elle a appelé la Russie à réduire les tensions conformément au droit international. La Première ministre Jacinda Ardern a fait écho aux propos de Mahuta, déclarant que la Nouvelle-Zélande envisageait d'appliquer des sanctions ciblées contre Moscou[241].
- Pologne : Le président polonais Andrzej Duda a annoncé que l'Ukraine pouvait compter sur le soutien polonais si la Russie attaquait et a appelé à une position unifiée en Europe[242]. Le 21 janvier, le chef du Bureau de la sécurité nationale, Paweł Soloch, a déclaré que « soutenir l'Ukraine est l'une des principales priorités de la politique du président Andrzej Duda », tandis que les présidents Duda et Zelensky ont discuté de la possibilité de nouvelles livraisons d'équipements défensifs polonais et de l'OTAN[243].
- Roumanie : Le ministre de la Défense nationale de Roumanie Vasile Dîncu a déclaré qu'en cas de nouvelle guerre russo-ukrainienne, la Roumanie ne serait pas impliquée militairement et qu'elle resterait dans une relation stratégique avec l'OTAN et réagirait avec l'alliance face à un cas aussi hypothétique[244]. En outre, le président de la Roumanie Klaus Iohannis a exhorté les Forces armées roumaines à être prêtes à toute agression dans la région, et déclaré que la situation en Ukraine montrait que des mesures de modernisation et de préparation de l'armée roumaine étaient nécessaires. Iohannis a également appelé à une plus grande présence de l'OTAN, des États-Unis et d'autres alliés dans la région de la mer Noire en raison des tensions entre la Russie et l'Ukraine[245].
- Royaume-Uni : Le Premier ministre du Royaume-Uni Boris Johnson, lors d'une conversation téléphonique avec le Président Zelensky, a déclaré que son pays était préoccupé par les activités de la Russie en Crimée occupée et à la frontière avec l'Ukraine[246]. Le vice-Premier ministre Dominic Raab a déclaré qu'« il existe un risque très important que la Russie envahisse l'Ukraine » et a exhorté Poutine à « prendre du recul »[247]. La ministre des Affaires étrangères Liz Truss a écrit sur Twitter que le Royaume-Uni « ne tolérera pas le complot du Kremlin visant à installer des dirigeants prorusses en Ukraine »[248]. Amiral Sir Tony Radakin (en), chef d'état-major de la Défense, a averti qu'« une invasion complète de l'Ukraine serait d'une ampleur jamais vue en Europe depuis la Seconde Guerre mondiale »[249]. Le 7 février 2022, Johnson a déclaré que la Grande-Bretagne ne « broncherait » pas alors qu'il se préparait à déployer des Royal Marines, des avions de la RAF et des navires de guerre de la Royal Navy en Europe de l'Est[250]. Le Royaume-Uni envoie un petit nombre de missiles antichars le 18 janvier 2022[251].
- Slovaquie : Le ministre des Affaires étrangères de Slovaquie Ivan Korčok a déclaré que le cessez-le-feu et l'annonce d'une augmentation de la puissance militaire de la Russie à la frontière avec l'Ukraine sont un sujet de préoccupation et a appelé à une désescalade[252].
- Suède : La Suède renforce sa présence militaire à Gotland[253].
- Suisse : Le 21 janvier 2022, la Suisse a continué à faciliter les négociations directes entre la Russie et les États-Unis pour éviter un conflit armé en Europe de l'Est. Le président suisse Ignazio Cassis a expliqué lors d'une conférence de presse à Genève « La Suisse est préoccupée par la montée des tensions. Nous sommes totalement convaincus que le dialogue est le seul moyen de renforcer la sécurité en Europe »[254].
- Taïwan : Le 28 janvier 2022, la Présidente Tsai Ing-wen a chargé le Conseil de sécurité nationale de créer un groupe de travail surveillant les événements en Ukraine. Elle a comparé le renforcement militaire de la Russie à l'invasion répétée de l'ADIZ de Taïwan par la Chine, déclaré que « Taïwan fait face depuis longtemps à des menaces militaires et à l'intimidation de la part de la Chine. Par conséquent, nous compatissons à la situation de l'Ukraine et nous soutenons également les efforts de toutes les parties pour maintenir la région en sécurité » et plaidé pour un dialogue pacifique[255].
- Tchéquie : Le 26 janvier 2022, le gouvernement tchèque a décidé de faire don de 4 006 obus d'artillerie de calibre 152 mm (utilisés par l'armée tchèque pour les obusiers automoteurs DANA), d'une valeur de 36,6 millions de couronnes[N 12], à l'Ukraine[256],[257]. La Tchéquie avertit du danger de faire trop de concessions à la Russie[258]. Le 17 février 2022, le président tchèque Miloš Zeman a comparé les allégations d'une invasion imminente par Washington aux affirmations passées des États-Unis concernant l'Irak et l'Afghanistan : « il n'y aura pas de guerre parce que les Russes ne sont pas fous de lancer une opération qui leur causera plus de dommages que de bénéfices »[259].
- Vatican : Le 23 janvier 2022, le pape François a déclaré : « Je suis avec inquiétude la montée des tensions qui menacent de porter un nouveau coup à la paix en Ukraine et de remettre en cause la sécurité du continent européen, avec des répercussions encore plus larges »[260].

#### Organismes intergouvernementaux et supranationaux
- Agence internationale de l'énergie : Le directeur exécutif de l'AIE Fatih Birol a déclaré que le conflit entre la Russie et l'Ukraine « aurait [des] implications majeures » sur les prix du gaz naturel, « sinon à des troubles »[261].
- Union européenne : Le 24 janvier 2022, en raison du conflit, la Commission européenne a proposé une aide financière de 1,2 milliard d'euros à l'Ukraine sous forme de subventions et de prêts[262]. L'Union européenne négocie d'éventuels approvisionnements en gaz naturel liquéfié (GNL) avec les États-Unis, le Qatar et l'Azerbaïdjan au cas où la Russie arrêterait ses exportations de gaz vers l'Europe[263].
- OTAN : L'une des demandes de sécurité du gouvernement russe transmises aux États-Unis et à l'OTAN en décembre 2021 était que l'OTAN cesse de s'étendre vers l'est, en particulier n'admette jamais la Géorgie et l'Ukraine[264]. L'OTAN a appelé à plusieurs reprises la Russie à respecter la souveraineté et l'intégrité territoriale de l'Ukraine et a condamné l'annexion de la Crimée par la Russie en 2014 et le soutien des séparatistes dans l'est du Donbass, appelant à une résolution du conflit du Donbass via les accords de Minsk[264]. En décembre 2021, alors que la Russie poursuivait son renforcement militaire aux frontières de l'Ukraine, l'Assemblée parlementaire de l'OTAN a rencontré des dirigeants ukrainiens pour réaffirmer le soutien de l'alliance à l'Ukraine, pour appeler les membres de l'OTAN à améliorer la livraison de systèmes d'armes défensives à l'Ukraine et pour contrer la désinformation russe[265]. L'OTAN et les États-Unis ont réaffirmé la politique de la « porte ouverte » de l'OTAN, affirmant que les pays devraient choisir librement d'adhérer ou non à l'OTAN[266]. Le secrétaire général de l'OTAN, Jens Stoltenberg, a déclaré le 13 janvier 2022 : « Personne d'autre n'a le droit d'essayer d'opposer son veto ou d'interférer dans ce processus. Et il s'agit de principes fondamentaux pour la sécurité européenne. Il s'agit du droit pour chaque nation de choisir leur propre chemin »[267]. Dans une interview, Stoltenberg a réaffirmé l'approche « à deux voies » de l'OTAN vis-à-vis de la Russie, déclarant : « Nous sommes prêts à engager un dialogue avec la Russie, mais nous ne transigerons jamais sur les principes fondamentaux de la sécurité européenne… La Russie a le choix de soit engager un dialogue avec l'OTAN et les alliés occidentaux, soit choisir la confrontation. Nous devons être lucides quant à la perspective que la Russie utilisera - une fois de plus - la force militaire contre l'Ukraine. Nous fournirons un soutien à l'Ukraine pour lui permettre de renforcer sa capacité à se défendre »[268]. Le 24 janvier 2022, Jens Stoltenberg, notant un certain nombre d'annonces de pays de l'OTAN concernant des déploiements en cours ou à venir, a déclaré : « Je souhaite la bienvenue aux Alliés qui fournissent des forces supplémentaires à l'OTAN. L'OTAN continuera de prendre toutes les mesures nécessaires pour protéger et défendre tous les Alliés, y compris en renforçant la partie orientale de l'Alliance »[269].
- ONU : Le 21 février 2022, le secrétaire général de l'ONU, Antonio Guterres, considère la reconnaissance des républiques séparatistes par Moscou « comme une violation de l'intégrité territoriale et de la souveraineté de l'Ukraine ». Elle est « incompatible avec les principes de la charte des Nations unies »[270]. Le 27 février 2022, le Conseil de sécurité a adopté la résolution 2623 (2022) pour convoquer une session extraordinaire d'urgence de l'Assemblée générale, afin d'étudier la situation en Ukraine : n'ayant besoin que d'une majorité de neuf voix, sans possibilité de veto, le Conseil a adopté la résolution par 11 voix pour, une voix contre (Russie), et les abstentions de l'Inde, de la Chine et des Émirats arabes unis[271]. À la date du 28 février 2022, il n'y a eu que 11 sessions extraordinaires d'urgence dans l'histoire de l'ONU[271].

### Société civile
- Anonymous (groupe de hackers) : Le groupe de hackers décentralisé avait ciblé certaines de leurs actions vers des sites internet tels que ceux appartenant aux Nations unies et au Polar Research Institute of China, à promouvoir des propositions afin de désamorcer la crise, notamment en appelant à la création d'un « groupement neutre » de pays « coincés entre l'OTAN et la Russie » qui comprendrait l'Ukraine, la Finlande, la Biélorussie, la Géorgie, l'Arménie, l'Azerbaïdjan et la Moldavie. Anonymous a fait valoir que la soi-disant « ceinture de sécurité neutre » pourrait servir d'alliance similaire à l'OTAN ou à l'Organisation du traité de sécurité collective (OTSC) qui agit comme un cordon sanitaire entre les pays de l'OTAN et de l'OTSC afin « d'apaiser les craintes de la Russie sans que l'OTAN ne perde la face ». En outre, ils ont intégré l'article « Mettre fin à la menace de guerre en Ukraine » du Quincy Institute for Responsible Statecraft (en) sur la page de défiguration et ont appelé à un référendum sur l'opportunité de suivre le protocole de Minsk existant ou de remettre le contrôle séparatiste des territoires à une administration de maintien de la paix de l'ONU. Plus tard, un deuxième référendum dans les régions séparatistes demanderait alors aux électeurs de choisir de se réunir avec l'Ukraine, d'accéder à l'indépendance ou de rejoindre la Russie[272],[273].
- Opposition biélorusse : Le 24 janvier, des hacktivistes biélorusses ont déclaré qu'ils avaient perturbé les « serveurs, bases de données et postes de travail » des chemins de fer biélorusses (en) à l'aide de rançongiciels, tout en laissant en place les systèmes d'automatisation et de sécurité. Ils ont promis de décrypter les systèmes à condition que 50 prisonniers politiques soient libérés et que les soldats russes soient empêchés d'entrer en Biélorussie[274]. Dzmitry Bandarenka, coordinateur de la campagne civile européenne en Biélorussie, a déclaré à la Charte 97 le 26 janvier 2022 qu'il pensait qu'en cas d'agression russe, des dizaines de milliers de biélorusses se battraient contre la fédération de Russie aux côtés de l'Ukraine et défendraient l'indépendance du pays[275].
- Intellectuels russes : Le 30 janvier, 90 intellectuels russes, dont Lev Ponomarev et Svetlana Gannushkina, ont publié une déclaration publique sur l'Écho de Moscou exhortant le gouvernement russe à éviter de déclencher une guerre « immorale, irresponsable et criminelle » entre la Russie et l'Ukraine[276]. Au 1er février 2022, la déclaration avait été signée par 2 000 intellectuels russes[277].
- Citoyens ukrainiens : Le 5 février 2022, deux à cinq mille personnes ont manifesté à Kharkiv contre la menace grandissante d'une invasion russe de l'Ukraine[278],[279].

### Analyses
D'après la chercheuse Isabelle Facon, Paris et Berlin n'auraient qu'une faible influence diplomatique, Moscou choisissant de négocier directement avec Washington :« La Russie estime avec constance, et un agacement perceptible, que les pays européens sont irrémédiablement incapables d'autonomie stratégiques à l'égard des États-Unis et qu'ils refusent de prendre leurs responsabilités face à la dégradation de la situation stratégique et internationale ».
Sylvie Kauffmann du Monde rapporte que, selon de nombreux analystes, l'objectif réel du président russe est de « stopper la progression démocratique de l'Ukraine, nation slave sœur et russophone, que Vladmir Poutine considère comme partie intégrante de la sphère d'influence russe ».
En France, « l'immense majorité des spécialistes de la question » estime début 2022 que la Russie n'envahira pas l'Ukraine. Selon Pierre Haski, « les citoyens et la plupart des observateurs n’y croyaient pas ou en tout cas ne l’envisageaient pas de cette manière ». Un rapport sénatorial souligne que « la plupart des acteurs et experts alors interrogés ne croyaient pas à un conflit armé, mais plutôt à un "bluff" de la part du chef de l'État russe, tant cette guerre paraissait un projet irrationnel, coûteux et voué à l'échec ».
D'après Florent Parmentier, secrétaire général du Centre de recherches politiques de Sciences Po (Cevipof), l'hypothèse d'une invasion de l'Ukraine par la Russie est peu crédible et cette dernière chercherait surtout à faire accepter au gouvernement ukrainien les conclusions des accords de Minsk signés en 2014 et 2015. Côté américain, il s'agirait pour Biden « de vendre à son opinion publique et à ses alliés une victoire qui passerait par le fait de ne pas avoir d'invasion russe en Ukraine. Pour cela, il doit accentuer la pression, la tension. Plus elle est élevée, plus le fait de ne pas avoir de conflit sera vécu comme une victoire ».
Dans un entretien au Point le 8 février 2022, Hélène Carrère d'Encausse avance que « Poutine n'a pas l'intention d'envahir l'Ukraine, car la Russie y perdrait beaucoup. Poutine n'est pas un imbécile ou un ignorant des conditions de la vie internationale ». Elle réitère cette analyse la semaine suivante dans Marianne, en estimant que « envahir l'Ukraine [serait] dangereux et contre-productif pour Poutine » et que ce dernier n'ordonnera pas d'invasion.
Deux jours avant l'attaque du 24 février, Vladimir Fédorovski affirme sur Radio Classique que « dire que la Russie veut envahir Kiev, c'est bidon, ce n'est pas vrai ». Le même jour, Renaud Girard soutient dans un live du Figaro qu'il ne « pense pas qu'il y aura « une vraie offensive stratégique russe » en Ukraine car « Poutine est un acteur rationnel de la géopolitique », après avoir affirmé dans le même journal le 17 janvier que « Vladimir Poutine n’envahira pas l’Ukraine ».
Dans un entretien au journal belge L'Echo daté du 24 décembre 2021, Pascal Boniface déclare que « la Russie n'a aucune envie de conquérir le Donbass, dont elle ne saurait pas faire grand-chose » et évoque une « hystérisation de la politique américaine à l'égard de Moscou ». Le 20 janvier 2022, il déclare dans Sud Ouest qu'il ne « pense pas » que Vladimir Poutine va « attaquer l'Ukraine », soulignant notamment que « malgré sa brutalité et son autoritarisme, comme on vient de le voir avec la dissolution de l’association Mémorial, le président russe est responsable ». Sur RTL où il dit ne pas croire à une invasion de l'Ukraine, Pascal Boniface pronostique que l'Europe ne ferait « rien » si ce scénario devait advenir. Dans les jours précédant l'attaque russe du 24 février, le directeur de l'IRIS souligne les éléments censés retenir la Russie de bombarder le Donbass et qui plaideraient pour la poursuite du statu quo.
Deux semaines avant l'attaque du 24 février, Dominique de Villepin juge une invasion russe peut crédible, estimant sur France Inter que « la Russie n'a pas forcément intérêt aujourd'hui à la guerre », et explique le déploiement de l'armée russe par une visée diplomatique où Vladimir Poutine chercherait à « mettre au-dessus de la pile le dossier de la sécurité en Europe ». Il déclare dans le même entretien que « contrairement à ce qu'on croit, Poutine est très prévisible. Ils ont des objectifs. Je ne crois absolument pas à une Russie impériale, expansionniste ».
Parmi les analystes ayant estimé que la Russie envahirait l'Ukraine, figurent Alain Frachon et Pierre Servent, dont l'analyse est jugée alors « ultra-minoritaire », et Aurélien Duchêne « qui dénonce "l'inévitable invasion de l'Ukraine" » début 2022, après avoir écrit « en 2018 puis en 2021 » que la Russie pourrait « y déclencher une invasion armée ». Selon Marianne, Aurélien Duchêne a été « l'un des premiers à prédire l'invasion de l'Ukraine », Challenges rapportant qu'il évoquait les risques d'une telle guerre « depuis plusieurs années dans divers articles ».